# Kanton Saint-Amand-les-Eaux-Rive gauche
Kanton Saint-Amand-les-Eaux-Rive gauche (francouzsky Canton de Saint-Amand-les-Eaux-Rive gauche) je francouzský kanton v departementu Nord v regionu Nord-Pas-de-Calais. Tvoří ho 11 obcí.

## Obce kantonu
- Bousignies
- Brillon
- Lecelles
- Maulde
- Millonfosse
- Nivelle
- Rosult
- Rumegies
- Saint-Amand-les-Eaux (levý břeh)
- Sars-et-Rosières
- Thun-Saint-Amand